# 엘 아게일라 전투
엘 아게일라 전투(영어: Battle of El Agheila)는 1942년 12월 11일부터 12월 18일까지 제2차 세계 대전의 서부 사막 전역에서 일어난 전투이다.
추축국 군대가 이집트 엘 알라메인에서 튀니지 튀니스로 철수하는 과정에서 일어난 전투이며 버나드 로 몽고메리가 이끄는 영국 제8군, 에르빈 롬멜이 이끄는 독일-이탈리아 기갑군 사이에서 일어난 전투이다. 독일-이탈리아 기갑군이 튀니지 방면으로 퇴각하면서 종료되었다.

## 전투 피해
연합군의 뉴질랜드 2사단은 11명 전사 29명 부상 ,8명이 포로가 되었고 추축군은 450명이 포로였고 화기 25대와 전차 18대가 손상및 파괴 되었다.